# Accident de Lakeview

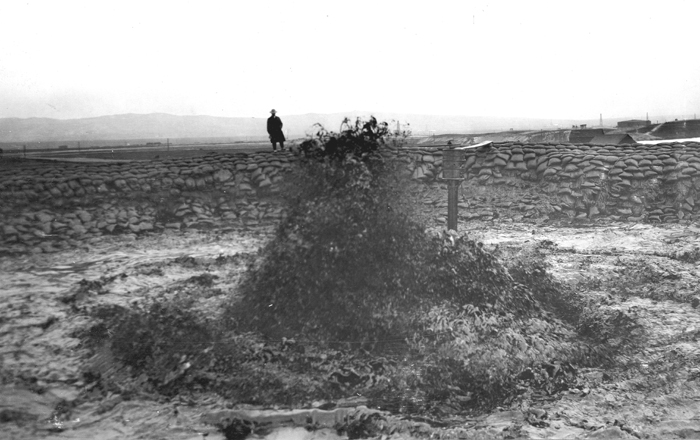
Le jaillissement de pétrole de Lakeview après que le flot se soit partiellement étalé et le puits entouré d'une digue de sable.

Le jaillissement de Lakeview no 1 est le nom donné à une immense éruption d'hydrocarbure, non contrôlée provenant d'un puits sous pression, survenue dans le champ pétrolifère de Midway-Sunset, situé dans le comté de Kern, en Californie, lors de l'année 1910.
Ce processus maintenant bien connu et redouté des chercheurs de l'industrie pétrolière est dénommé blowout.
Il donna lieu au plus grand accident de l'histoire lié à une éruption d'hydrocarbures et dura 18 mois, libérant 9 millions de barils de pétrole brut.
Le geyser libéra plus de 1,2 million de tonnes de brut, bien plus que toutes autres fuites sur terre ou sur mer. Le site est situé à un demi-mille à l'est la ville de Taft–Maricopa en Californie sur la Highway 33 et marqué par une plaque en bronze désignée comme le lieu 485 (List of California Historical Landmarks (en).

## Contexte
"Midway-Sunset" est l'une des plus importantes réserves d'hydrocarbures d'Amérique. Quand les forages commencent, la Lakeview Oil Company espère trouver du gaz naturel et une petite quantité de pétrole. Au lieu de cela, il survient un important jet, qui déborda les réservoirs de stockage.
La "Lakeview Oil Company" commença à forer le puits no 1 le 1er janvier 1909. Initialement seul du gaz y fut trouvé. Alors que le travail continuait la compagnie signa un partenariat avec l'Union Oil Company, qui voulait construire des réservoirs de stockage à cet endroit.
La technique de forage du début du XXe siècle manquait de critères de sécurité tels que les systèmes de prévention de débordement. Quand le forage atteint 2 440 pieds (740 m) le 14 mars 1910 le pétrole sous pression jaillit à travers le cuvelage du puits. Une quantité de brut estimée à 9 million de barils s'échappa avant que le jet ne soit contrôlé en septembre 1911.

## Conséquences
Le flot initial fut de quelque 18 800 barils, créant une rivière de brut qui inonda le réservoir improvisé avec des digues en sacs de sable. Pendant son pic, l'écoulement atteint 90 000 barils par jour, difficilement dérivés par oléoducs vers des réservoirs de stockage situés 4 km plus loin, où un conduit de 20 cm de diamètre le conduisait jusqu'à Avila Beach sur la côte.
Malgré ces efforts, moins de la moitié des 9,4 millions de barils libérés au cours du jaillissement qui dura 544 jours furent récupérés, le reste s'évaporant ou s'infiltrant dans le sol.

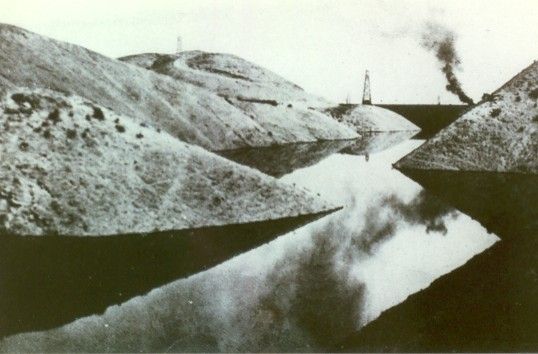
Rivière de brut contenue par les digues.
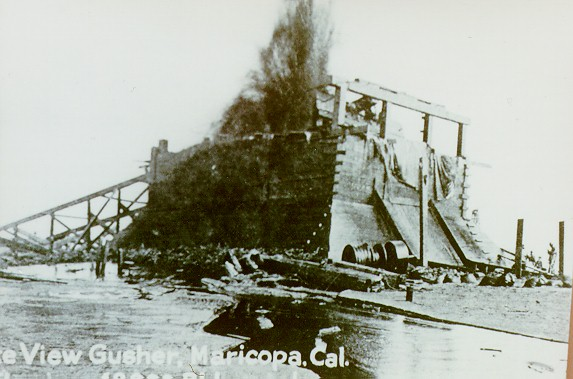
Couvercle en bois couvrant le jaillissement et maintenu par de lourds câbles, bientôt détruits par la pression de l'huile.
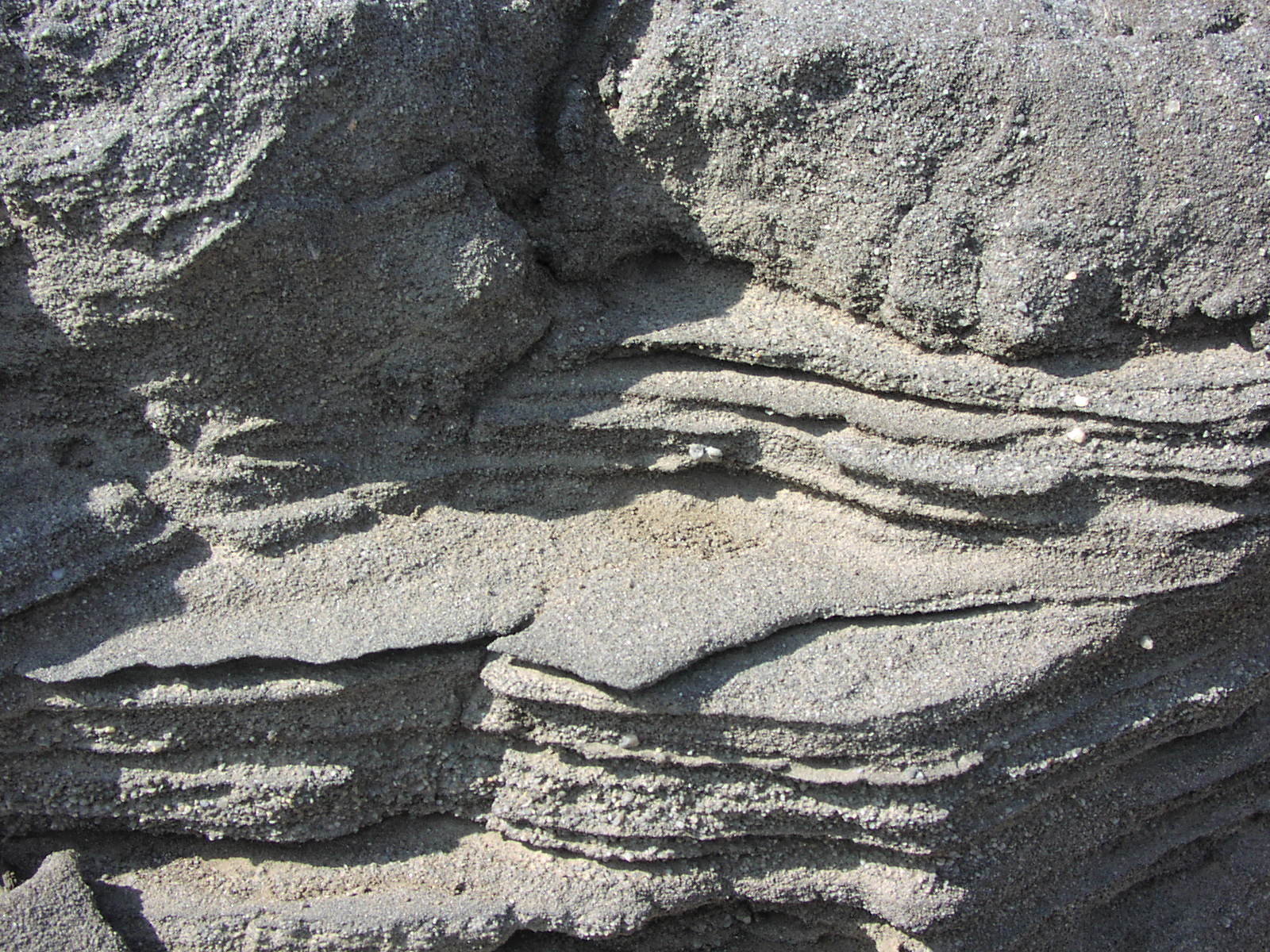
Brut congelé en couches à 30 mètres du puits en éruption. Image de mars 2008 montrant une zone de 25 cm de travers.
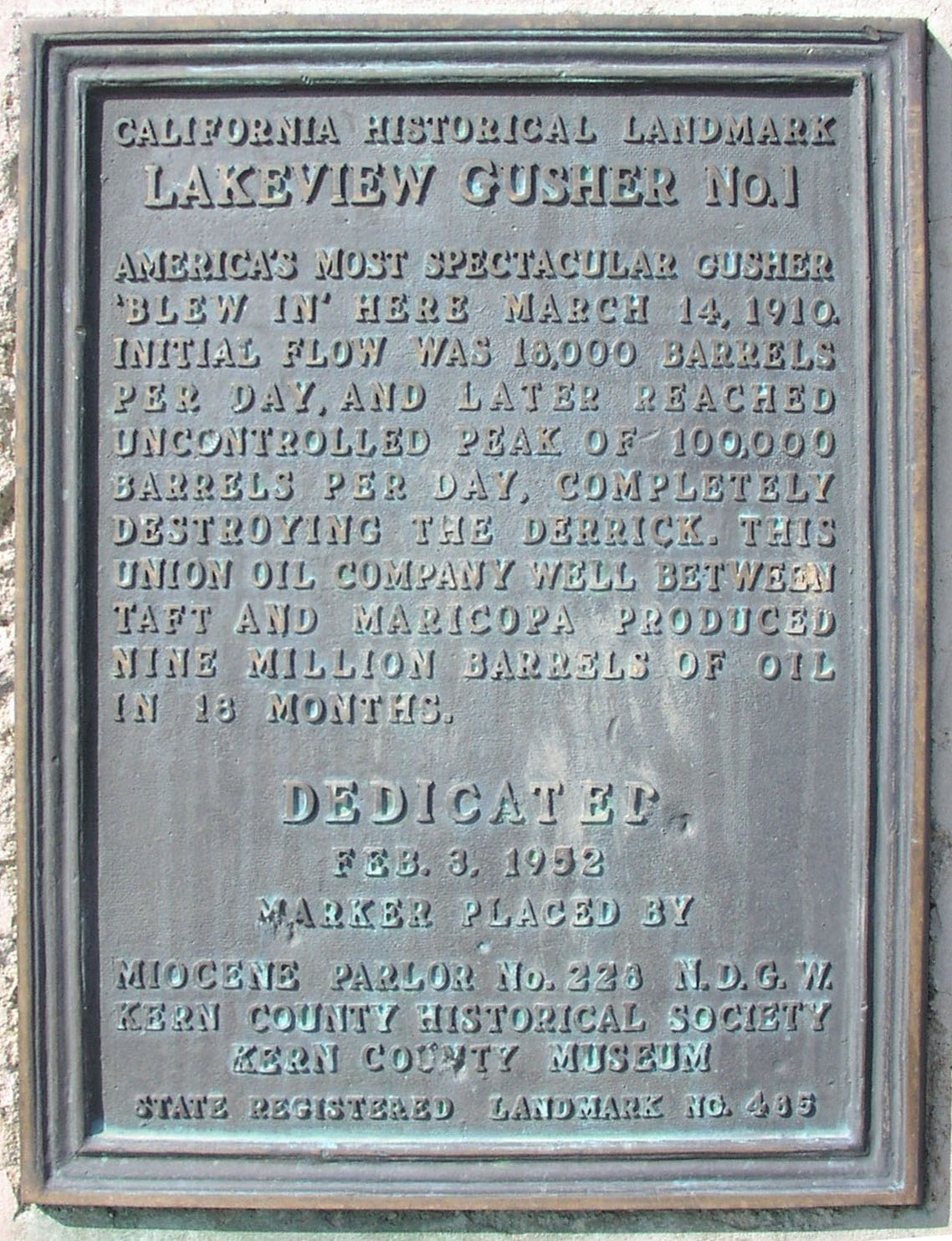
Plaque de commémoration.